# مایک فلان
مایکل کریستوفر "مایک" فلان (به انگلیسی: Michael Christopher "Mike" Phelan) (زاده ۲۴ سپتامبر ۱۹۶۲) مربی فوتبال اهل انگلستان است.